# Benjamin Engels
Benjamin Engels (* 1984 in Hannover) ist ein deutscher Klassischer Archäologe.

## Leben
Benjamin Engels studierte von 2004 bis 2011 Klassische Archäologie und Ur- und Frühgeschichte an der Universität Leipzig und der Freien Universität Berlin. Während des Studiums nahm er an Ausgrabungen und Surveys in Pergamon, Wederath/Belginum, in der Kreisgrabenanlage von Pömmelte und in der frühbronzezeitlichen Siedlung Bruszczewo teil. Im Sommer 2011 schloss er sein Magisterstudium mit einer Arbeit über Frühgriechische Kindergräber in Kleinasien ab. Es folgte ein Promotionsstudium an der Freien Universität Berlin. Die Promotion erfolgte im November 2015 mit einer Arbeit über das Grottenheiligtum am Osthang von Pergamon, die von Johanna Fabricius und Felix Pirson betreut wurde. Im Anschluss daran bearbeitete Engels die Keramik aus den Altgrabungen Wolfram Hoepfners auf Thera und begann im Februar 2016 ein wissenschaftliches Volontariat an der Antikensammlung der Staatlichen Museen zu Berlin. Für seine Dissertation erhielt er für den Zeitraum 2016/17 ein Reisestipendium des Deutschen Archäologischen Instituts. Von 2017 bis 2023 war er als Akademischer Rat a. Z. an der Abteilung Klassische Archäologie des Instituts für Archäologische Wissenschaften der Universität Freiburg tätig. Seit September 2023 ist er Kustos der Antikensammlung Kiel und zugleich Akademischer Rat an der Abteilung für Klassische Archäologie des Instituts für Klassische Altertumskunde der Universität Kiel.
Engels forscht zur antiken Kult- und Bankettpraxis, zur Koroplastik, zu bildwissenschaftlichen Themen und zur antiken Objektgestaltung.

## Schriften (Auswahl)
- Das Grottenheiligtum am Osthang. Eine Mikrostudie zur späthellenistischen Kultpraxis (= Altertümer von Pergamon, Band 17). Harrassowitz Verlag, Wiesbaden 2021, ISBN 978-3-447-11682-4

Herausgeberschaft
- mit Sabine Huy und Charles Steitler: Natur und Kult in Anatolien. Viertes Wissenschaftliches Netzwerk der Abteilung Istanbul des Deutschen Archäologischen Instituts (= Byzas, Band 24). Ege Yayınları, Istanbul 2019, ISBN 978-605-9680-96-7
- mit Jens-Arne Dickmann und Rudolf Känel: Der Ton macht die Figur. Terrakotten aus der Berliner Antikensammlung. Katalog zur gleichnamigen Ausstellung, Archäologische Sammlung der Universität Freiburg, 28. Januar – 17. Juli 2022. Druck und Verlag Kettler, Freiburg 2021, ISBN 978-3-00-071212-8